# Jacob Fincham-Dukes
Jacob Fincham-Dukes (* 12. Januar 1997 in Harrogate) ist ein britischer Leichtathlet, der sich auf den Weitsprung spezialisiert hat.

## Sportliche Laufbahn
Erste internationale Erfahrungen sammelte Jacob Fincham-Dukes im Jahr 2014, als er bei den Juniorenweltmeisterschaften in Eugene mit einer Weite von 7,23 m in der Qualifikation ausschied. Im Jahr darauf gewann er dann bei den Junioreneuropameisterschaften in Eskilstuna mit 7,75 m die Silbermedaille und 2017 belegte er bei den U23-Europameisterschaften in Bydgoszcz mit 7,83 m den vierten Platz. Zwei Jahre später erreichte er bei den U23-Europameisterschaften im schwedischen Gävle mit 7,56 m Rang neun und 2021 klassierte er sich bei den Halleneuropameisterschaften in Toruń mit 7,79 m auf dem siebten Platz. Im Jahr darauf belegte er bei den Europameisterschaften in Rom mit 7,97 m den fünften Platz und 2024 gelangte er bei den Europameisterschaften in Rom mit 8,12 m auf Rang vier und im August wurde er bei den Olympischen Sommerspielen in Paris mit 8,14 m im Finale Fünfter. 
In den Jahren 2023 und 2024 wurde Fincham-Dukes britischer Meister im Weitsprung.